# Bosumtwi
Bosumtwi (Bosumtwe) jedino je prirodno jezero i impaktno jezero u afričkoj državi Gani, promjera oko 8 km. Jezero se nalazi oko 30 km jugoistočno od grada Kumasi, a oko jezera nalazi se 30-ak sela, čija je ukupna populacija oko 70.000 stanovnika. Jezero je popularno mjesto za odmor i rekreaciju.
Jezero Bosumtwi nalazi se na mjestu kratera promjera 10,5 km, koji je nastao udarom meteorita, prije 1,07 milijuna godina. Glavni je izvor jezerske vode kišnica.
Pripadnici etničke grupe Ašanti smatraju Bosumtwi svetim jezerom, tj. mjestom gdje se duše umrlih odlaze oprostiti od boga Twi.